# Éclaron-Braucourt-Sainte-Livière
 Éclaron-Braucourt-Sainte-Livière  es una población y comuna francesa, en la región de Champaña-Ardenas, departamento de Alto Marne, en el distrito de Saint-Dizier y cantón de Saint-Dizier-Ouest.

## Demografía
| 1580 | 1831 | 2006 | 1940 | 1827 | 1844 |
| Para los censos de 1962 a 1999 la población legal corresponde a la población sin duplicidades (Fuente: INSEE [Consultar]) |      |      |      |      |      |